# Вьоса Османи
Вьоса Османи Садриу (на албански: Vjosa Osmani-Sadriu) е президент на Косово и 2-рата жена президент на Косово. Тя приема управлението от нейния предшественик Хашим Тачи, който подава оставка.

## Биография
Родена на 17 май 1982 г. в Косовска Митровица, Косово.
Учи в Юридическия факултет на Университета в Прищина, получава бакалавърска степен. През 2005 г. тя получава магистърска степен по право (LLM) от Юридическия факултет на Университета в Питсбърг в Пенсилвания, САЩ, през 2015 г. защитава докторска дисертация в Университета в Питсбърг и получава докторска степен по право (J.S.D.).
Преподавала е в университета в Прищина и в Рочестърския технологичен институт в Косово. Беше гост-професор в университета в Питсбърг.
Служилa е като началник на кабинета, съветник по външна политика и юрисконсулт на президента на Република Косово. Тя представляваше президента в комисията, изготвила проекта на Конституцията на Република Косово от 2008 г. Тя беше член на правния екип на Международния съд на ООН в Хага по време на процеса по законността на независимостта на Косово през декември 2009 г.
Въз основа на резултатите от парламентарните избори на 12 декември 2010 г. тя беше избрана за депутат в косовския парламент. Тя беше преизбрана на изборите на 8 юни 2014 г. и 11 юни 2017 г. Получи над 64 000 гласа на изборите през 2017 г. Тя беше председател на комисията по външни работи, диаспора и стратегическите инвестиции и преди това на няколко други комисии. Кандидат за премиерата на предсрочните парламентарни избори на 6 октомври 2019 г. от Демократичната лига на Косово. На 3 февруари 2020 г., след одобрението на Албина Курти за поста министър-председател, тя беше назначена за председател на косовския парламент. За нейната кандидатура гласуваха 65 депутати. Първата жена на тази позиция. Заменен от Глаука Конюфка, който получи портфолиото на външния министър в кабинета на Курти. След оставката на президента Хашим Тачи на 5 ноември 2020 г., изпълняващ длъжността президент на Косово.
Владее английски, турски и сръбски език.